# Cefaloforia

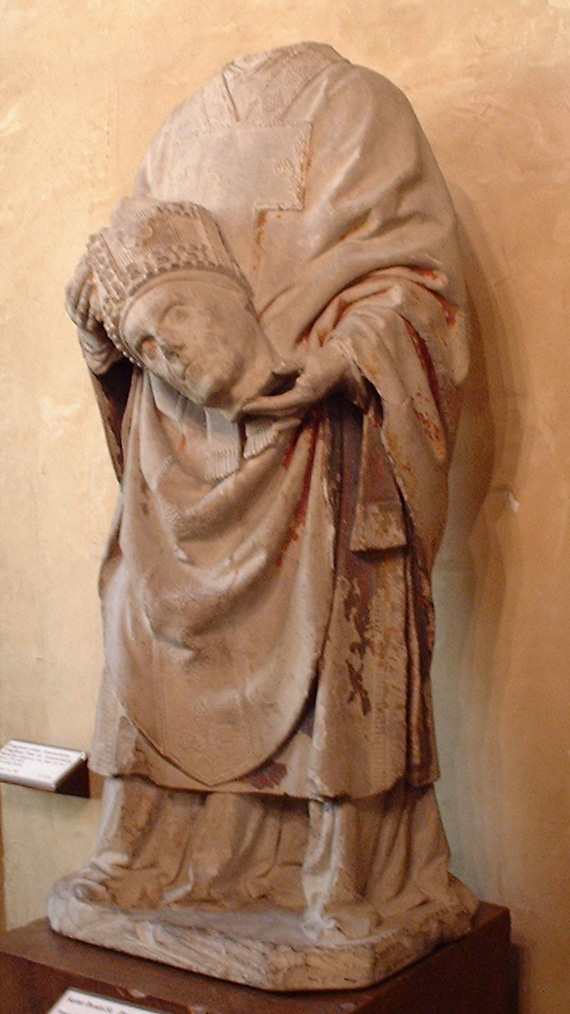
Scultura raffigurante san Dionigi

Nella tradizione cristiana, il termine cefaloforia (dal greco kefalos, "testa", e foreo, "portare") si riferisce al fenomeno miracoloso per cui alcuni santi martiri, dopo la decapitazione, avrebbero raccolto la propria testa mozzata, reggendola fra le mani.

## La tradizione
I santi martiri di cui si ricorda tradizionalmente questo miracolo vengono detti cefalofori, secondo una tradizione teologica che riteneva la professione della fede avesse in qualche modo l'ultima parola sulla morte violenta.
Fra i santi cefalofori si possono ricordare: sant'Albano da Magonza, san Desiderio di Langres, san Dionigi di Parigi, san Donnino di Fidenza, sant'Emidio, san Gemolo, san Giusto di Novalesa, san Miniato, san Nicasio di Reims, san Regolo, santa Valeria di Limoges.